# Geografia da Tasmânia

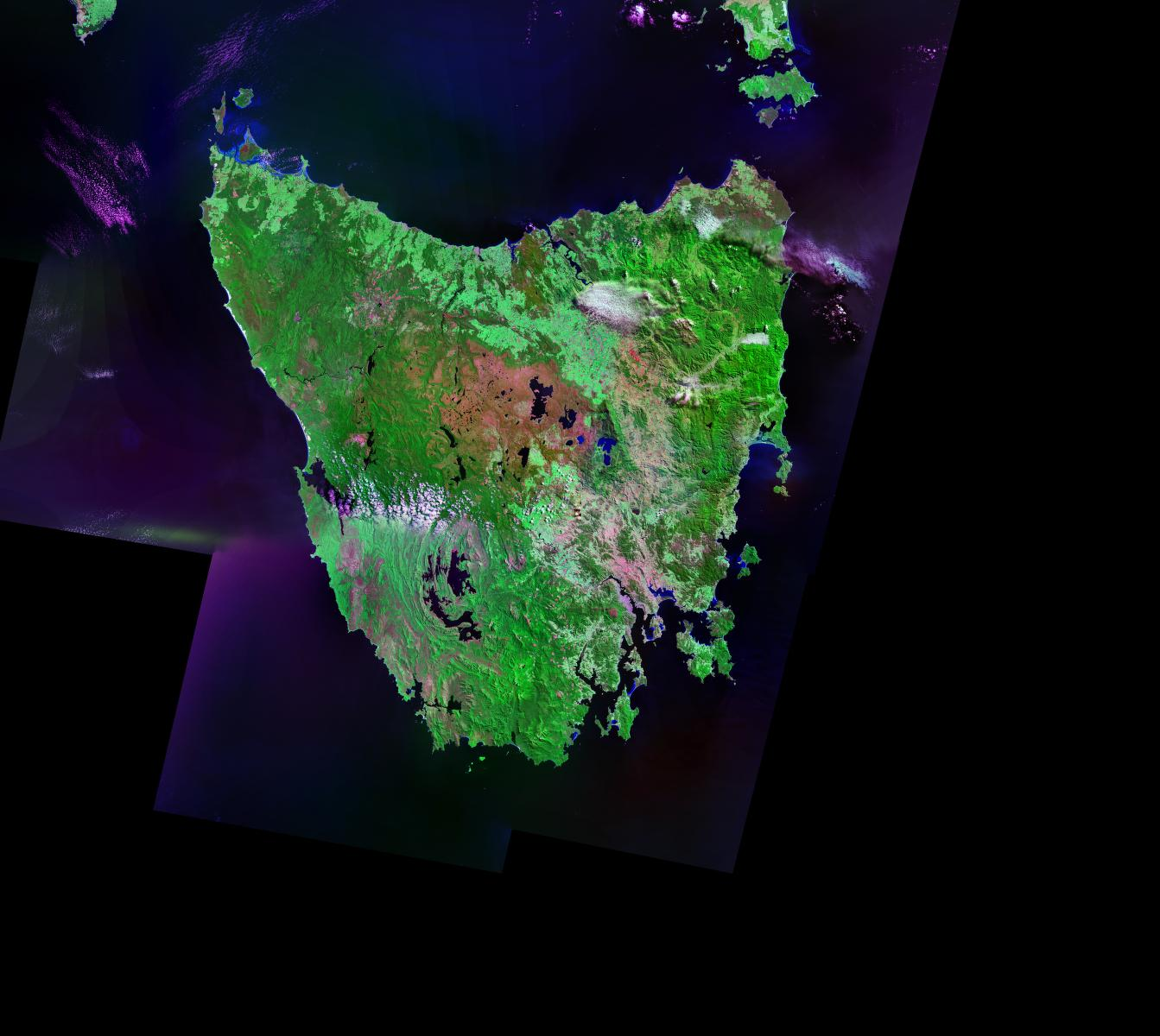
A Tasmânia vista do espaço.

## Clima
A Tasmânia é uma ilha acidentada de clima temperado, tão similar ao da Inglaterra no período pré-industrial que alguns colonos ingleses chamavam-na a "Inglaterra do Sul".
O clima temperado (único estado australiano com terra abaixo da latitude 40°) ambiente rústico e diversas atrações históricas (por exemplo, a ponte de Richmond, no sudeste tasmaniano, é a mais velha ponte de toda a Austrália) tornaram a Tasmânia uma escolha popular para aposentados que preferem um clima temperado a um tropical, como o de Queensland.

## Relevo
Geograficamente, a Tasmânia é similar à Nova Zelândia, a leste. Como a Tasmânia não teve atividade vulcânica nas recentes eras geológicas, ela tem montanhas arredondadas semelhantes às encontradas no interior da Austrália, ao contrário da maior parte da Nova Zelândia. A parte mais elevada é a região central, que cobre a maior parte do centro-oeste do Estado. A área centro-leste é plana, sendo usada principalmente para a agricultura, embora atividades pecuárias existam no Estado.

## Vegetação
A região sudoeste, em particular, tem uma grande densidade de florestas, com o Parque nacional do Sudoeste apresentando uma das últimas florestas temperadas do hemisfério sul. O gerenciamento dessas áreas tão afastadas e isoladas foi facilitado com o uso da imagens de satélite.
A maior parte da população vive em torno dos rios - os rios Derwent e rio Huon no sul, os rios Tamar e Mersey no norte.

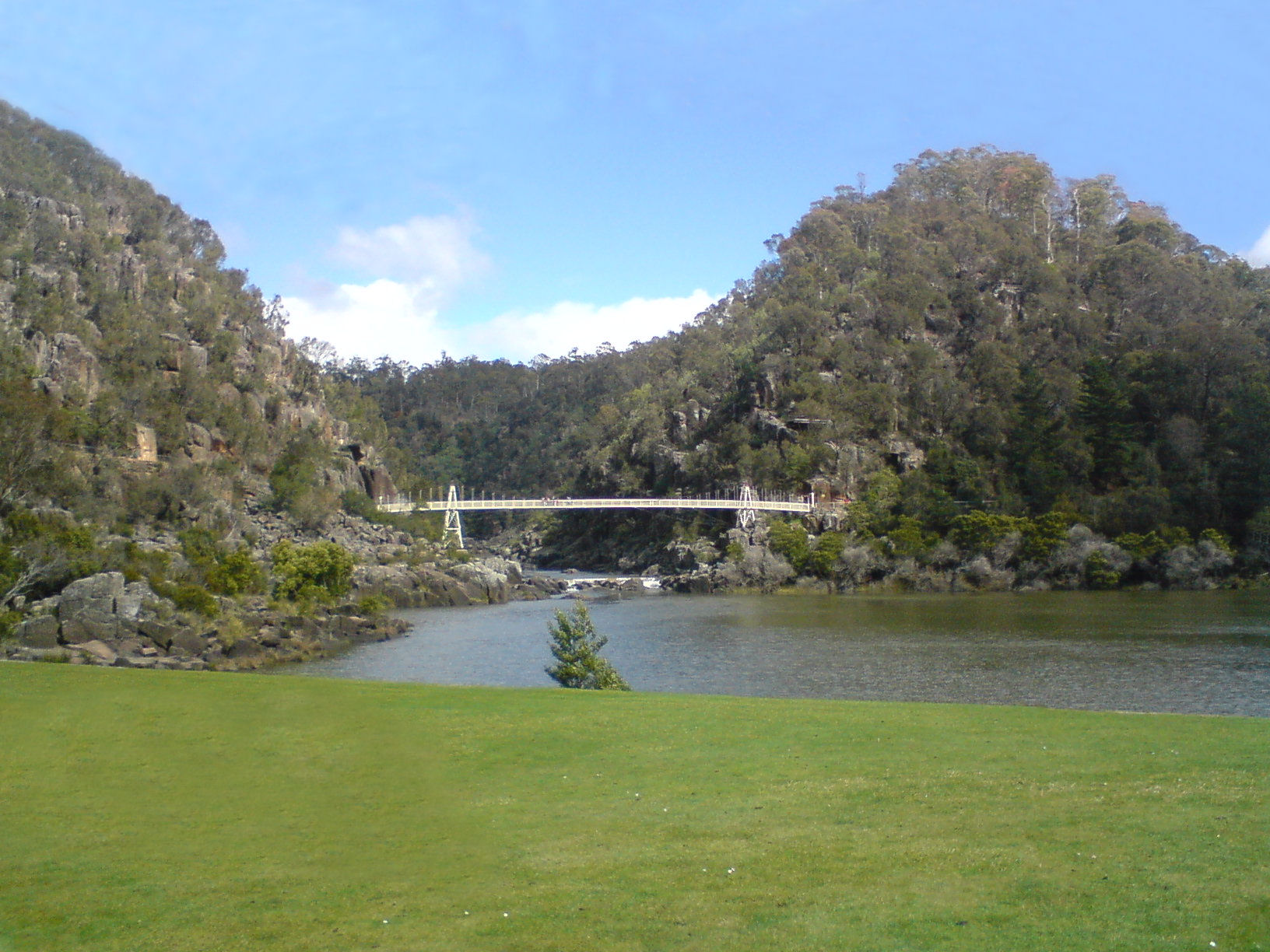
Gargante de catarata próxima de Launceston